# Прая-ду-Діабу
22°59′18″ пд. ш. 43°11′22″ зх. д. / 22.98839° пд. ш. 43.18948° зх. д.

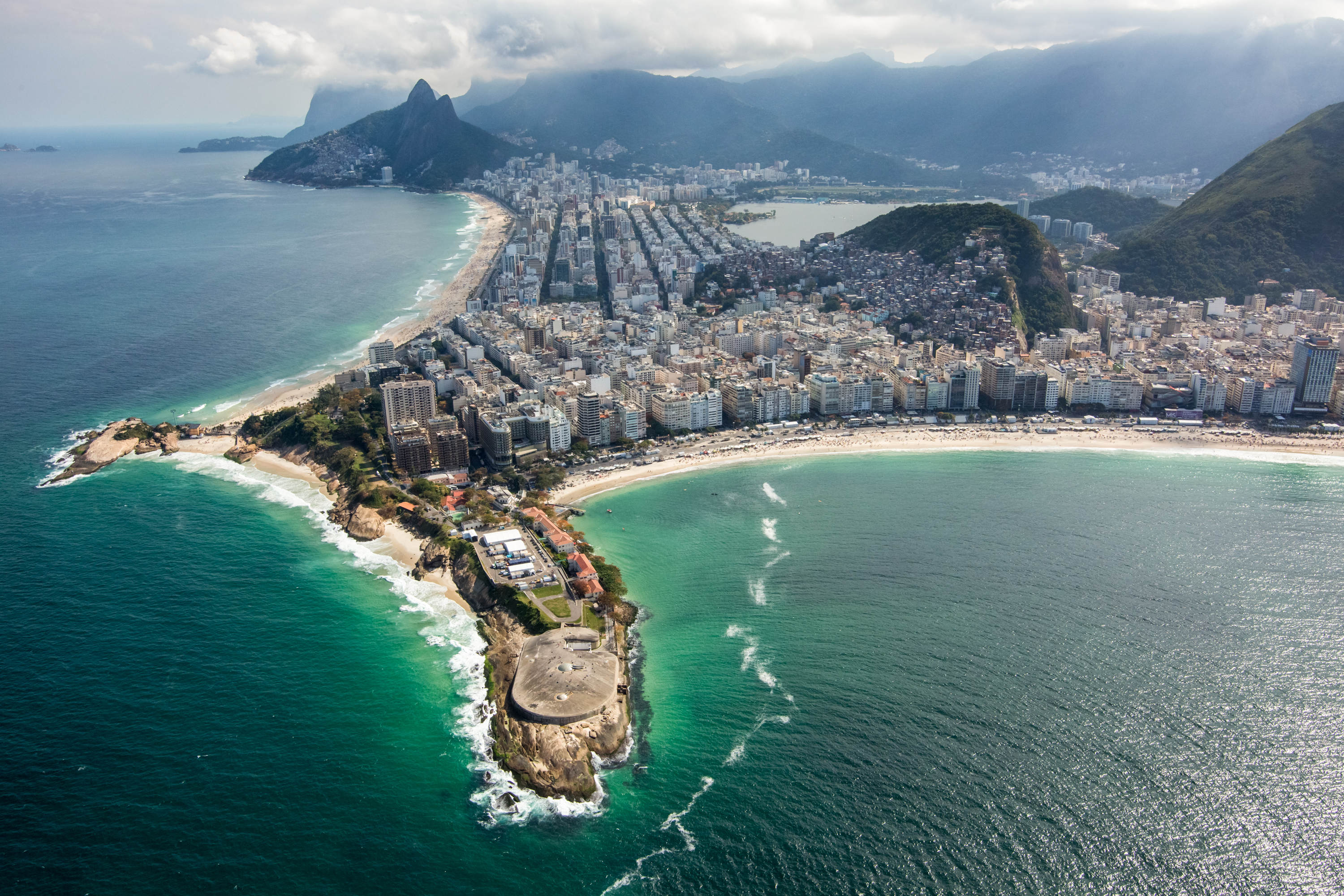
Прая-ду-Діабу, вид з повітря (у середині лівого краю фотографії). Нижче його — Форт Копакабана та пляж Копакабана. Вище - пляжі Арпоадор, Іпанема, Леблон і гора Дойз-Ірманс

Пляж Диявола, Прая-ду-Діабу (порт. Praia do Diabo) — невеликий пляж у місті Ріо-де-Жанейро, Бразилія, одне з улюблених місць відпочинку.  Розташований між пляжами Арпоадор і фортом Копакабана, в оточенні кокосових пальм.